# 森德峰
森德峰（西班牙語：Pico Cendé），是委內瑞拉的山峰，位於該國西部特魯希略州，屬於梅里達山脈的一部分，處於迪尼拉國家公園北面，該山峰海拔高度3,570米。